# Municipio de Wayne (condado de Allen)
El municipio de Wayne (en inglés: Wayne Township) es un municipio ubicado en el condado de Allen en el estado estadounidense de Indiana. En el año 2010 tenía una población de 103803 habitantes y una densidad poblacional de 948,56 personas por km².

## Geografía
Según la Oficina del Censo de los Estados Unidos, tiene una superficie total de 109.43 km², de la cual 109.11 km² corresponden a tierra firme y (0.29%) 0.32 km² es agua.

## Demografía
Según el censo de 2010, había 103803 personas residiendo. La densidad de población era de 948,56 hab./km². De los 103803 habitantes, estaba compuesto por el 64.11% blancos, el 22.48% eran afroamericanos, el 0.5% eran amerindios, el 1.99% eran asiáticos, el 0.09% eran isleños del Pacífico, el 6.29% eran de otras razas y el 4.55% pertenecían a dos o más razas. Del total de la población el 12.41% eran hispanos o latinos de cualquier raza.